# Юка нитчата
Юка волокниста, юка нитчата[джерело?] (Yucca filamentosa) — багаторічна вічнозелена майже безстеблова з дерев'янистим стеблом рослина, вид роду юка родини холодкові (Asparagaceae).

## Опис
Багаторічний вічнозелений кущ.
Листя лінійно-ланцетні, плоскі. Прикореневі, що ростуть з розетки — синьо-зеленого кольору, довжиною від 30 до 90 см і шириною 2-4 см, з різко загостреною м'якою або твердою верхівкою. По краях листя звисають нитки, які з часом можуть опадати.
Суцвіття — волоть висотою від 1 до 3(4) м. Квітки вершково-білі, жовтувато-білі або білі із зеленуватим відтінком, пониклі, від 5 до 8 см завдовжки, пелюсток 6.
Плід — суха округла коробочка розміром 4-5 × 2 см. Насіння чорного кольору, тонке, 6 мм в діаметрі.

## Поширення та екологія
Ареал виду охоплює схід і південний схід США від штату Меріленд і Нью-Гемпшир на півночі, штату Флорида на півдні і до штатів Теннессі, Міссісіпі (Небраска, Техас) на заході.
Виростає на сухих, піщаних ґрунтах уздовж узбережжя або кам'янистих місцях проживання, на полях, вздовж узбіч доріг і в інших відкритих місцях.
Квіти з'являються в кінці весни, на початку літа.
У природі квіти запилюються юковою міллю (Tegeticula yucasella) і схожими видами з роду Tegeticula і Parategeticula з родини Prodoxidae). Самки юкових молей скочують пилок в кульку, яку переносять вночі в іншу квітку. Проникнувши в іншу квітку, самка спочатку відкладає яйця в зав'язь, після чого цілеспрямовано поміщає грудку пилку на сенсорну поверхню рильця маточки. Личинки молей харчуються розвиваються насінням, оскільки личинки дозрівають перш ніж з'їдять всі насіння, то від 60 до 80 % насіння зберігає схожість. Якщо в плоді розвивається надто багато личинок молі, рослина скидає плоди. В Європі рослина не плодоносить через відсутність юкової молі, отримання плодів можливо при штучному запиленні.
Розмноження: насінням, кореневими паростками, стебловими і кореневими живцями. Посів насіння проводять рядками або в розкид, в легку піщану землю із закладенням піском або легкої землею на глибину 1-2 см.

## Застосування і значення
У США волокна юки нитчатої донині додають до бавовни при виробництві джинсів — це підвищує стійкість джинсів до зносу. Також волокна юки нитчатої використовують при виробництві канатних мотузок і паперу.
Як декоративна рослина вирощується у всіх частинах світу. Також використовується для створення композицій у ландшафтному дизайні.

### У народній медицині
Індіанські племена використовували юку нитчату в медицині, робили мотузки, з коренів робили мило. Мазь з подрібнених коренів використовувалася для лікування розтягувань і ран на шкірі.